# La caccia (film 2022)
La caccia è un film del 2022 diretto da Marco Bocci.

## Trama
Dopo la morte del loro padre, quattro fratelli si riuniscono dopo molti anni. L'eredità paterna scatenerà conflitti e bramosie.

## Distribuzione
Il film è stato distribuito nelle sale cinematografiche italiane a partire dall'11 maggio 2023, dopo essere stato presentato al Torino Film Festival 2022.